# (23711) 1997 UT2
1997 يو تي 2 (ويعرف أيضًا باسم (23711) 1997 يو تي 2 وفق تسمية الكوكب الصغير) (بالإنجليزية: 1997 UT2)‏ هو كويكب ضمن حزام الكويكبات؛ وترتيبه 23711 من حيث الاكتشاف.
اكتُشف هذا الجُرم الفلكي بواسطة تاكيشي أوراتا ‏ في 25 أكتوبر 1997.

## وصلات خارجية
- (23711) 1997 UT2 في قاعدة بيانات مختبر الدفع النفاث لأجرام النظام الشمسي الصغيرة

- الاكتشاف · مخطط المدار ·  العناصر المدارية · المعلمات المادية

- (23711) 1997 UT2 على موقع ويكي سكاي: DSS2, SDSS, GALEX, IRAS, Hydrogen α, X-Ray, Astrophoto, Sky Map, Articles and images